# Roberto Sacchetti
Roberto Sacchetti (Torino, 7 giugno 1847 – Roma, 26 marzo 1881) è stato uno scrittore e giornalista italiano.

## Biografia

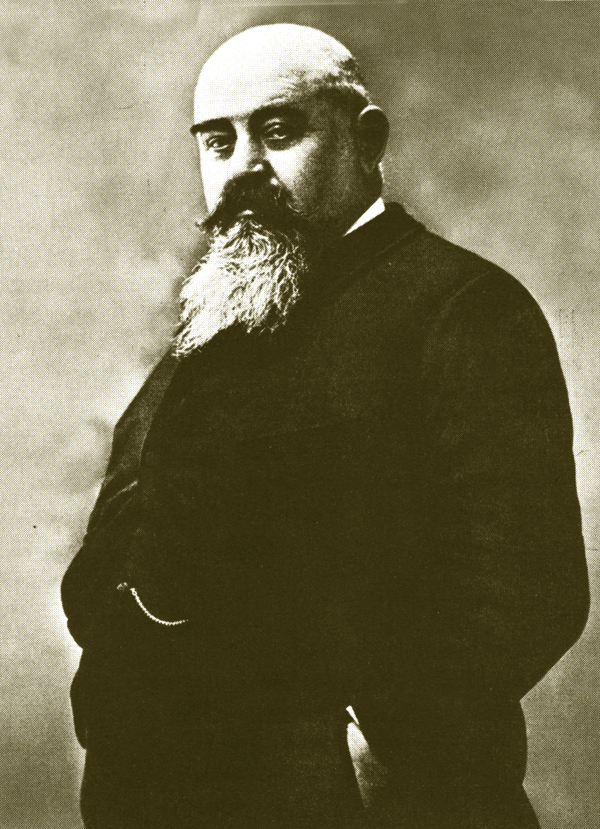
Giuseppe Giacosa

Giornalista, fu redattore capo del Pungolo, quotidiano milanese di tendenza moderata e collaboratore del Risorgimento, morì a trentaquattro anni di tifo mentre si trovava a Roma in qualità di cronista parlamentare della Gazzetta Piemontese, quotidiano torinese, fondato nel 1867, che nel 1894 muterà nome per divenire l'attuale La Stampa.
Nel 1866, durante la terza guerra d'indipendenza, aveva preso parte alla campagna nel Trentino guidata da Giuseppe Garibaldi.
Vicino al movimento della Scapigliatura milanese, frequentò gli ambienti letterari torinesi e milanesi e si legò d'amicizia con Arrigo Boito e Giuseppe Giacosa che gli dedicò il dramma storico Luisa, rappresentato per la prima volta al Teatro Manzoni di Milano nel 1879.
Il Comune di Torino ha dedicato allo scrittore una via cittadina.

## Opere principali
- Cesare Mariani. Racconto, Torino, F. Casanova, 1876.
- Tenda e castello, Milano, G. Brigola, 1878.
- Candaule; Vigilia di nozze; Riccardo il tiranno; Da uno spiraglio. Racconti, Milano, Fratelli Treves, 1879.

Nuova ed. Candaule, a cura di Francesco Lioce, Roma, Salerno Editrice 2007. ISBN 978-88-8402-569-2.
- Entusiasmi. Romanzo postumo, 2 voll., Milano, Treves, 1881.
- Memorie del presbiterio. Scene di provincia, coautore Emilio Praga, Milano, Rizzoli, 1963. Il romanzo, iniziato da Praga fu poi terminato da Sacchetti.

Nuova ed. a cura di Lorenzo Flabbi, Bologna, Millennium, 2003. ISBN 978-88-9011-983-5.
- Il forno della marchesa e altri racconti, a cura di Giuseppe Zaccaria, Firenze, L. S. Olschki, 1979.
- Vecchio guscio. Romanzo, a cura di Annibale Brosio, Asti, Edizione "Amico", 1983.
- Cascina e castello, a cura di Francesco Lioce, Roma, Fermenti, 2009. ISBN 978-88-89934-61-6.